# Coronidia difficilis
Coronidia difficilis är en fjärilsart som beskrevs av Embrik Strand 1911. Coronidia difficilis ingår i släktet Coronidia och familjen Sematuridae. Inga underarter finns listade i Catalogue of Life.